# Adam Epler
Adam Józef Aleksander Epler (ur. 1 grudnia 1891 we Lwowie, zm. 24 października 1965 w Londynie) – pułkownik artylerii Wojska Polskiego, mianowany pośmiertnie generałem brygady.

## Życiorys
Był synem Marii i Edwarda, inżyniera kolejowego i wiceprezydenta miasta Lwowa. Żonaty z Zofią z Murczyńskich. Miał syna Zbigniewa (ur. 18 sierpnia 1919).
W 1909 uzyskał maturę w Gimnazjum Klasycznym w Chyrowie, po czym podjął studia na Uniwersytecie Lwowskim – w sumie zaliczył osiem semestrów w latach 1909–1912 i 1913–1914.
W 1912 odbył jednoroczną obowiązkową służbę w cesarskiej i królewskiej armii, gdzie ukończył szkołę oficerów rezerwy w XI Brygadzie Artylerii. 1 maja 1915 otrzymał stopień podporucznika rezerwy. W czasie I wojny światowej służył na frontach wschodnim i włoskim, awansując we wrześniu 1916 do stopnia porucznika. W 1918 ukończył kurs dowódców baterii, zorganizowany w 10 Armii, stacjonującej w Trydencie.
Po upadku monarchii austro-węgierskiej zgłosił się 13 listopada 1918 do Stacji Zbornej Oficerów Artylerii w Krakowie i w kilka dni potem otrzymał przydział do 1 Krakowskiego pułku artylerii polowej na stanowisko dowódcy baterii. Z tym pułkiem przeszedł szlak bojowy w czasie wojny o granice wschodnie w 1919, następnie walczył jako dowódca baterii i dywizjonu w 3 pułku artylerii polowej Legionów w wojnie bolszewickiej 1920.
Po wojnie ukończył półroczny kurs dowódców dywizjonów w Toruniu i został zweryfikowany w stopniu majora ze starszeństwem z dniem 1 czerwca 1919. Od 15 czerwca 1922 roku był dowódcą I dywizjonu 3 pap Leg. w Zamościu. Z dniem 15 lipca 1924 roku został przesunięty na stanowisko kwatermistrza pułku. Od połowy 1926 roku był zastępcą dowódcy i p.o. dowódcy tego pułku. W tym czasie otrzymał od dowódcy 3 DP Leg. pułkownika Stanisława Kwaśniewskiego następującą opinię służbową: „Podpułkownik Epler posiada bardzo wybitne wartości taktyczne, bardzo dobry artylerzysta. Nadzwyczajnie sprytny, posiada szerokie horyzonty, szybko się orientuje, bardzo dobry prelegent. Inteligencja nadzwyczajna, podobnie i bystrość umysłu”. 22 marca 1929 roku został przeniesiony do 28 pułku artylerii lekkiej w Zajezierzu k. Dęblina na stanowisko dowódcy pułku. Był słuchaczem VII Kursu Wyższych Dowódców Artylerii przy Wyższej Szkole Wojennej w Warszawie. Jako dowódca pułku miał wielkie zasługi jako organizator koszar, parku przykoszarowego i bazy socjalnej dla kadry i żołnierzy. 13 października 1935 roku objął stanowisko II dowódcy piechoty dywizyjnej 20 Dywizji Piechoty w Baranowiczach. Na tym stanowisku służył do wybuchu II wojny światowej.
W czasie kampanii wrześniowej zgodnie z przydziałem mobilizacyjnym objął dowództwo Ośrodka Zapasowego 20 DP w Słonimie, gdzie w dość krótkim czasie zorganizował Zgrupowanie „Kobryń” w sile prawie pełnej dywizji piechoty, walczące następnie pod rozkazami gen. Franciszka Kleeberga w SGO „Polesie” i znanej pod nazwą 60 Dywizji Piechoty. Jednostki dowodzonej przez niego dywizji wzięły udział w walkach z wojskami radzieckimi na terenie Lubelszczyzny: 29 września pod wsią Jabłoń i 30 września pod Milanowem. Wraz ze swą dywizją walczył pod Kockiem, a jego udział w tej bitwie uznawany jest za wybitny.
Po złożeniu broni 6 października 1939 płk Epler dostał się do niewoli niemieckiej, gdzie Niemcy pozwolili mu zatrzymać szablę. Przebywał w obozie przejściowym w Dęblinie, potem w Radomiu, skąd z pomocą radomskich harcerzy (rodzina porucznika Jończyka) zbiegł i włączył się do ruchu konspiracyjnego Organizacji Orła Białego w Krakowie pod pseudonimem „Kobylański”. Zagrożony aresztowaniem, zdecydował się na ucieczkę z Krakowa przez Słowację, Węgry i państwa bałkańskie na Bliski Wschód, gdzie do końca grudnia 1940 dowodził stacjonującą wówczas w Egipcie Legią Oficerską. Po wojnie osiadł w Londynie, gdzie zmarł 24 października 1965.
Był autorem pracy pt. Ostatni żołnierz polski kampanii 1939 roku wydanej w 1942 w Tel Awiwie przez Sekcję Oświaty i Kultury Wojska Polskiego na Środkowym Wschodzie. W 1989 ARS-HIT Spółka z o.o. Centrum Wydawniczo-Handlowe Wydawnictwo i Galeria opublikowała reprint wydania z 1942.
Prezydent RP Lech Wałęsa postanowieniem Nr W.111-48-94 z 28 września 1994 mianował go pośmiertnie na stopień generała brygady za szczególne zasługi w działalności konspiracyjnej i w walce zbrojnej z niemieckim okupantem.

## Awanse
- podpułkownik 1 grudnia 1924 ze starszeństwem z dniem 15 sierpnia 1924 i 12 lokatą w korpusie oficerów zawodowych artylerii
- pułkownik ze starszeństwem z dniem 1 stycznia 1931[6]

## Ordery i odznaczenia
- Krzyż Kawalerski Orderu Wojennego Virtuti Militari nr 11 (pośmiertnie, 1970)[7]
- Krzyż Złoty Orderu Wojennego Virtuti Militari nr 114
- Krzyż Srebrny Orderu Wojskowego Virtuti Militari nr 774[8] (1921)[9][10][1]
- Krzyż Oficerski Orderu Odrodzenia Polski (10 listopada 1928)[11][12]
- Krzyż Walecznych (czterokrotnie, po raz pierwszy w 1922)[13]
- Złoty Krzyż Zasługi (10 listopada 1938)[14]
- Medal Pamiątkowy za Wojnę 1918–1921[15]
- Medal Dziesięciolecia Odzyskanej Niepodległości[15]
- Odznaka Pamiątkowa Dawnych Harcerzy Małopolskich (1937)[16]
- Medal Pamiątkowy 1918–1928 (Łotwa)[17]